# Сни Дріади
Сни Дріади — альтернативний рок-гурт з Івано-Франківська, заснований 2008 року.

## Історія

### Початки (2008-2011)
Днем заснування гурту вважається 22 лютого 2008 року, коли троє шкільних друзів Володимир Стефінка, Тарас Бойчук і Володимир Шеремета зібралися разом, і створили першу пісню «Ангел і демон». З допомогою чистого натхнення, і стійкого ентузіазму, хлопці продовжили творити пісні в акустичному форматі, а згодом, залучившись підтримкою ще одного друга Андрія Безкровного як барабанщика, почали репетирувати, як повноцінний колектив (В.Стефінка – вокал, бас; Т.Бойчук – вокал, гітара, В.Шеремета – соло-гітара; А.Безкровний – ударні), і вже 10 жовтня 2009 року відіграли свій дебютний концерт в місцевому клубі «Химера». Відігравши ще кілька концертів, хлопці почали задумуватися про те, щоб записувати свою музику на студії (домашні акустичні записи вже не влаштовували хлопців), та через розбіжності у поглядах на майбутнє гурту, Володимир Стефінка покидає колектив. Довгі пошуки басиста і головного вокаліста не увінчалися успіхом, і перебравши багатьох різноманітних музикантів, хлопці вирішили, що вокалістом тепер буде Тарас, а басистом став Володимир Шеремета. У такому складі хлопці записують на студії перші пісні «Мрієш» та «Погляд», виступають на фестивалі «Червона рута», після якого хлопців помічають місцеві організатори. Трохи згодом, залучившись підтримкою місцевого МС Sles-a, музиканти готують до випуску перший відео кліп на спільну пісню «Куди йдемо», але через внутрішні конфлікти, перед самим записом пісні гурт покидає ударник гурту Андрій Безкровний. 
Не піддавшись обставинам, для запису відео Тарас бере барабанщика колективу «Пікова дама» Валерія Федюка (в «ПД» Тарас виконував роль соло-гітариста). Але опісля випуску відео, Валерій залишається в колективі, і разом з ним з гурту «Пікова дама» до Сни Дріади долучається клавішниця і вокалістка Наталія Маришко, а ще трохи пізніше Тарас бере до гурту молодого гітариста Олександра Цюцьмаця, цим самим формуючи, так званий, «класичний склад» гурту [Архівовано 8 грудня 2015 у Wayback Machine.].

### Революція музики і формування стилю (2011-2015)
З приходом в гурт ударника Валерія Федюка, і клавішниці Наталії Маришко, колектив почав активно розвиватися і трансформуватися, адже Валерій, окрім надзвичайної барабанної майстерності, додав у аранжування пісень і екстрім-вокал (який опанував завдяки участі в гурті «Burning the moment», як вокаліста, скрімера), а мелодійні ходи клавіш і ніжний голос Наталі, створили незвичайно цікаве поєднання важкого і мелодичного року. Це стало певною фішкою гурту – барабанщик, що скрімить. 
Вп’ятьох, друзі почали записувати нові пісні, і все частіше виступати як у Франківську, так і за його межами, а створивши акустичну програму, гурт почав виступати до кількох разів на місяць. Так у 2013 році гурт відіграв 35 концертів і випустив відео на пісню "Тікай" [Архівовано 20 квітня 2016 у Wayback Machine.]. 
Наприкінці 2013 року до гурту долучається вокалістка Оксана Пискор, спочатку як сесійна учасниця, а згодом як повноцінна учасниця колективу. 
У 2014 році гурт записує акустичний  live-альбом  «Live at Хрущ» і готується до випуску першого повноформатного альбому. [Архівовано 26 вересня 2017 у Wayback Machine.]

### "Вільний" (2015)
Так склалося, що під час підготовки і запису альбому, Оксана Пискор  раптово покинула гурт, Наталія Маришко перейшла в суто акустичний формат виступів, а один із засновників гурту Володимир Шеремета, хоч і брав участь у записі альбому, та до часу презентацій платівки також покинув гурт, і переїхав до Києва. Замість нього Тарас запросив у гурт місцевого барда і свого однофамільця Михайла Бойчука. 
Альбом складається із десяти композицій, серед яких є і пісня на вірші Тараса Шевченка – «Кавказ». За словами музикантів, назва лонгплею символізує ту рису, яка повинна бути у кожного не лише у теперішні важкі часи, а й завжди – волю. Записаний альбом був на місцевій студії «FaUsT records» [Архівовано 15 квітня 2019 у Wayback Machine.].

### Сучасний період (2015 - наші дні)
Опісля випуску альбому, гурт не склав руки – попри те, що колектив виступив на багатьох фестивалях і концертних майданчиках, випустив ще декілька синглів, і кліп на пісню «Там де тепло». На початку 2017 року, через сімейні обставини, гурт покидає Сашко Цюцьмаць, і хлопці вже втрьох починають записувати новий альбом, який заплановано випустити до 10-річчя гурту. [Архівовано 24 лютого 2022 у Wayback Machine.]
22 лютого 2018 року, саме на 10-річчя гурту хлопці анонсують новий альбом "Монстри під ліжком", і запускають в мережу перший сингл "Небезпечно близько". В кінці квітня команда відправилась в тур на підтримку альбому, побувавши зокрема і у столиці. Альбом отримав дуже позитивні відгуки. Зараз альбом можна скачати і придбати на офіційних ресурсах Bandcamp та Soundcloud. 
Сни Дріади набули чималої популярності як на теренах Прикарпаття так і за межами регіону. Учасники колективу досить часто дають концерти, організовують благодійні акції та долучаються до участі у фестивалях та заходах різних куточках України.

### Рок і тільки! Про жанр і назву гурту
Стиль, у якому грає гурт включає в себе широкий спектр рок-звучання: це пост-гранж, альтернатива, ню-метал, пост-рок... – стиль, що вміщує багато-багато жанрів, але не обмежений жодним із них. Як кажуть самі учасники: «хтось називає нас лайном, а хтось слухає перед сном».
«Важко сказати однозначно, який стиль музики виконує і творить гурт, скажемо лише одне - це безумовно якісна музика, в яку вкладено багато сил, натхнення і праці».
Про назву: «Сама назва колективу "Сни Дріади" говорить про його оригінальну концепцію бачення світу. Хлопці пропагують єднання зі всіма живими організмами на землі, включаючи як людей, так і рослини, і вірять що всередині кожного з них живе Дріада, яка бачить сни, про які вони і співають. І всі ми можемо бути просто учасниками такого сну, вигаданими персонажами, і як тільки Дріада прокинеться, ми зникнемо. І поки беремо участь в чиїсь фантазії, є персонажами, хоч і вигаданими, треба насолоджуватися кожною миттю, поки Дріада ще спить».

## Склад гурту

### Сучасний склад
- Тарас «Квітик» Бойчук – вокал, гітара (2008 - …)
- Валерій "Crash" Федюк – ударні ,екстрім-вокал (2011 - 2023 загинув на російсько-українській війні)
- Денис Харюк – бас-гітара (2018 - …)

### Колишні учасники
- Володимир Стефінка – вокал, бас (2008 – 2010)
- Андрій Безкровний – ударні (2009 – 2011)
- Володимир Шеремета - гітара, бас, перкусія, бек-вокал (2008 – 2015)
- Оксана Пискор - вокал (2013 – 2015)
- Наталія Маришко - клавішні, вокал(2011 – 2016)
- Олександр Цюцьмаць - гітара, бек-вокал (2013 – 2017)
- Сергій "SEN" Базовський - соло-гітара (2017)
- Михайло "Konsyl" Бойчук – бас-гітара, бек-вокал (2015 - 2018)

## Дискографія
- «Live at Хрущ» - 2014
- «Вільний» - 2015
- «Монстри під ліжком» - 2018
- Accept & Give (EP, 2019)

## Відеографія
- «Куди йдемо» - 2011
- «Тікай» - 2013
- «Там де тепло» - 2016

## Цікаві факти
- У 2016 році Тарас Квітик випустив сольний акустичний альбом під назвою «Вчорашні завтра», а також книгу «Бачу сни» у співавторстві з Христиною Сировою. Музикант активно виступає сольно, випускає власні сингли, а також є басистом, співавтором текстів і аранжувальником гурту «The Rockgasm».